# 横浜国際ゴルフ倶楽部
株式会社横浜国際ゴルフ倶楽部（よこはまこくさいゴルフくらぶ、英: Yokohama International Golf Club Co., Ltd.）は、神奈川県横浜市に本社を置く、ゴルフ場および総合スポーツ施設の経営会社。
直営事業として、横浜カントリークラブ（横浜市保土ケ谷区）を経営。

## 子会社
- 横浜スポーツマンクラブ
- 伊豆下田カントリークラブ
- JSEA GOLF

## 沿革
- 1958年 会社設立
- 1960年 横浜カントリークラブ 開業
- 1972年 株式会社横浜スポーツマンクラブ 設立
- 1975年 伊豆下田カントリークラブ 開業
- 2016年 会社分割により 株式会社伊豆下田カントリークラブ 設立
- 2019年 JSEA GOLF株式会社 設立

## リンク
- 株式会社横浜国際ゴルフ倶楽部
- 横浜カントリークラブ
- 株式会社 横浜スポーツマンクラブ
- 伊豆下田カントリークラブ